# ماثيو باتلر
ماثيو باتلر (بالإنجليزية: Matthew Butler)‏ هو سياسي أمريكي، ولد في 8 مارس 1836 في الولايات المتحدة، وتوفي في 14 أبريل 1909 في نفس البلد. حزبياً، نشط في الحزب الديمقراطي. وقد انتخب عضو مجلس الشيوخ الأمريكي.